# Malcolm David Kelley
Malcolm David Kelley (Bellflower, Kalifornia, 1992. május 12. –) amerikai színész. Legismertebb szerepe Walt Lloyd a Lost – Eltűntek című misztikus kaland-dráma sorozatban. Első évadjában (2004-2005) főszereplőként volt a stáb tagja, a második évadban (2005-2006) viszont már nagyon ritkán szerepelt. A harmadik évadban csupán egyetlen rövid szerepe volt, méghozzá az évad fináléjában, az A Tükör túloldalán című epizódban.
Vendégszerepelt az Amynek ítélve, az Esküdt ellenségek és a My Name Is Earl című televíziós sorozatokban.

## Filmográfia
- Lost – Eltűntek (2004-2005) (tévésorozat főszereplő), (2005-2007) (visszatérő vendégszereplő) … mint Walt Lloyd
- Esküdt ellenségek / Law & Order: Special Victims Unit  (2006) (tévésorozat vendégszereplő) … mint Nathan Phelps
- My Name Is Earl (2006) (tévésorozat) … mint Alby
- Knights of the South Bronx (2005) (film) … mint Jimmy Washington
- Utcai tánc / You Got Served (2004) (film) … mint Lil Saint
- Antwone Fisher története / Antwone Fisher (2002) (film) … mint a fiatal Antwone Fisher